# 미야지마구치역
미야지마구치역(일본어: 宮島口駅 미야지마구치에키[*])은 일본 히로시마현 하쓰카이치시에 있는 서일본 여객철도 산요 본선 · JR 서일본 미야지마 페리 미야지마 연락선의 역이다. 단선 · 섬식의 구조를 합친 복합 철도 역사이다.

## 타는 곳

### 철도역
| 플랫폼 | 노선        | 방향   | 행선지                 |
| ------ | ----------- | ------ | ---------------------- |
| 1      | ■ 산요 본선 | 하행선 | 이와쿠니 · 야나이 방면 |
| 3 · 4  | ■ 산요 본선 | 상행선 | 히로시마 · 미하라 방면 |

### 미야지마 페리
철도역과는 국도 제2호선을 낀 남쪽에 있어, 연락 수송의 여객도 개찰을 나와서 국도 제2호선을 지하도로 횡단해서 항로 잔교로 향할 필요가 있다. 같은 미야지마 항로를 운항하는 미야지마 마쓰다이 기선의 승강장과 병행하고 있다.

## 이용 현황
| 연도     | 하루 평균 승차 인원 | 연도     | 하루 평균 승차 인원 |
| 1998년도 | 3,361               | 2005년도 | 3,248               |
| 1999년도 | 3,173               | 2006년도 | 3,302               |
| 2000년도 | 3,515               | 2007년도 | 3,432               |
| 2001년도 | 3,277               | 2008년도 | 3,599               |
| 2002년도 | 3,301               | 2009년도 | 3,809               |
| 2003년도 | 3,187               | 2010년도 | 3,509               |
| 2004년도 | 3,018               |          |                     |
| -------- | ------------------- | -------- | ------------------- |

## 역 주변
- 히로시마 전철 미야지마 선 히로덴 미야지마구치 역
- 미야지마 경정장

## 인접 정차역
| 서일본 여객철도 산요 본선 | 서일본 여객철도 산요 본선 | 서일본 여객철도 산요 본선 |
| ------------------------- | ------------------------- | ------------------------- |
| 미야우치쿠시도 고베 방면  | ■ 쾌속 '통근 라이너'      | 오타케 모지 방면          |
| 아지나 고베 방면          | ■ 보통                    | 마에조라 모지 방면        |